# Camotán
Camotán är en kommunhuvudort i Guatemala.   Den ligger i kommunen Municipio de Camotán och departementet Departamento de Chiquimula, i den sydöstra delen av landet, 120 km öster om huvudstaden Guatemala City. Camotán ligger 528 meter över havet och antalet invånare är 1 597.
Terrängen runt Camotán är kuperad åt sydost, men åt nordväst är den bergig. Camotán ligger nere i en dal. Runt Camotán är det ganska tätbefolkat, med 139 invånare per kvadratkilometer. Närmaste större samhälle är Chiquimula, 19,3 km väster om Camotán. I omgivningarna runt Camotán växer huvudsakligen savannskog.